# José de Jesús López y González
José de Jesús López y González (Cotón, Aguascalientes, 15 de octubre de 1872 - Ciudad de México, 11 de noviembre de 1950) fue el tercer obispo de la diócesis de Aguascalientes en México. Gobernó la diócesis de 1930 a 1950.  Colaboró en el régimen pastoral de la diócesis como pro-vicario general desde los primeros años de gobierno de monseñor Valdespino.
También fue secretario de la Sagrada Mitra, luego vicario general y posteriormente obispo auxiliar.
Sus principales preocupaciones y empresas pastorales fueron el seminario, la catequesis, la escuela católica y acción social.
Estableció el Día del Seminario y fundó la Liga de Recíprocos Auxilios entre el Seminario y los fieles.
En 1932 erigió, con la autorización de la Santa Sede, la Congregación Religiosa de Hermanas “Maestras Católicas del Sagrado Corazón de Jesús”, con el fin de establecer centros educativos populares en los barrios de la ciudad y en los lugares más pequeños.
Ordenó 76 presbiterios, emitió 15 cartas pastorales y 429 circulares.
En 1946 la Santa Sede estableció el Cabildo Catedralicio y en 1949 declaró Basílica Menor a la Santa Iglesia Catedral de Aguascalientes.
Lo más sobresaliente de la sabiduría pastoral de monseñor López, se encuentra codificado en los decretos del 2o. Sínodo Diocesano, que celebró y presidio en julio de 1945. Como parte de las celebraciones diocesanas del 50 aniversario de su ordenación sacerdotal, el papa Pío XII en 1947 lo nombró “Conde y Asistente al Solio Pontificio”.
Monseñor López murió en la Ciudad de México a las 0.30 horas del 11 de noviembre de 1950.
Sus exequias se celebraron el 13 de noviembre y a las 9 horas fue sepultado en la parte posterior del altar mayor de la Iglesia Iglesia Catedral de Aguascalientes.
En su lápida se lee: “Su Diócesis lo recuerda por su bondad de Padre y sus Virtudes de Santo”.
En la catedral el 5 de noviembre de 1996 se llevó a cabo la apertura de su proceso de canonización y el 23 de diciembre de 1997, en el mismo lugar, se clausuró su etapa diocesana. Actualmente continua en Roma dicho proceso.
| Predecesor: Ignacio Valdespino y Díaz        | Obispo de Aguascalientes 1929 - 1950 | Sucesor: Salvador Quezada Limón |
| Predecesor: Ferdinand Stanislaus Pawlikowski | Obispo titular de Dadima 1927 - 1929 | Sucesor: Jan Nepomuk Remiger    |

- Datos: Q65163516